# Hukommelse
 Ikke at forveksle med digital hukommelse.
Hukommelse er et biologisk begreb som dækker over evnen til at gemme informationer i hjernen. Disse informationer kan senere hentes frem og bruges i en sammenhæng, enten direkte eller bearbejdede.

## Hjernens hukommelse
Hukommelse er en proces, som deklarativt genkalder kendsgerninger semantisk og begivenheder episodisk, samt en ydeevne, der nondeklarativt underligger og styrer adfærd, herunder færdigheder og vaner samt perceptuelle, følelsesmæssige, kropslige responser og reflekser. 
Hjernens hukommelse studeres af for eksempel psykologer og neurologer. 
Man skelner ofte mellem korttidshukommelse, langtidshukommelse og sensorisk korttidshukommelse. Korttidshukommelse kaldes af og til også arbejdshukommelse (men betegnelserne skifter lidt). Hjernestrukturen hippocampus har en vigtig funktion i langtidshukommelsen. De tre typer hukommelse har forskellig kapacitet og varighed.
Den sensoriske korttidshukommelse er stor og kortvarig, afhængig af sansesmodalitet. Synets hukommelse, der kaldes ikonisk korttidshukommelse, måles i millisekunder, men omfatter alt hvad man har set i en meget kort tidsperiode. Arbejdshukommelsen omfatter normalt ca. 7+-2 objekter hos voksne personer, er under almindelige forhold meget kortvarig og tillader øjeblikkelig genkaldelse. Langtidshukommelsen er langvarig og har i praksis en kapacitet som kan virke ubegrænset.
Langtidshukommelsen kan yderligere deles op:
- Procedural hukommelse er tavs viden. Det vil sige hverdags-viden om f.eks. bevægelsesmæssige færdigheder som for eksempel at spille tennis. Det dækker også over priming, og klassisk betingning. Denne type hukommelse er ubevidst.
- Deklarativ hukommelse, der især er bevidst
  - Semantisk hukommelse er for eksempel viden om at 'Paris er hovedstaden i Frankrig'. Kaldes også generisk hukommelse.
  - Episodisk hukommelse og autobiografisk hukommelse er ikke det samme. Episodisk hukommelse relateres til trivielle begivenheder i individets liv, hvorimod autobiografisk hukommelse omhandler begivenheder og minder, der er vigtige for individets selvbillede.

Det er ikke klarlagt hvordan hjernen gemmer informationer, men det sker øjensynligt ved ændringer omkring nervecellernes synapser. 
Et enzym kaldet PKM-zeta er af forskere blevet foreslået som et molekyle der vedligeholder hukommelsen. 
Polypeptidet ZIP kan blokere PKM-zeta, og et forsøg har vist at man derved kan slette dele af hukommelsen hos rotter.
Et andet protein der er vigtig for hukommelsen er AKAP ("A-kinase ankeret protein"). 
I bananfluer kan en mutation i genet der kode proteinet ramme langtidshukommelsen.
Alzheimers sygdom rammer hukommelsen.
Folk konkurrerer om at huske så mange decimaler af pi som muligt. 
Dette vil teste langtidshukommelsen. 
Visse kortspil kræver også en god hukommelse.

## Hukommelsens lagring
I hukommelsesforskningens barndom mente man at hukommelsen bestod af enkeltdele, der var associativt forbundet i større eller mindre netværk, eksempelvis tid med ur, slange med giftig, regn med London osv.
I dag er man klar over, at denne model er for simpel til at forklare hele hukommelsens system.
Men man holder dog fast i, at hukommelse og association har noget med hinanden at gøre.
Nogle taler for, at især den episodiske og den perceptuelle hukommelse let aktiveres ved associationer, og behaviorismens forståelse af betingede reaktioner – taler for at informationer kan kobles associativt i hukommelsen. Men det forklarer kun en del af vores hukommelse og tænkning. For som det her fremgår, kan vi benytte en særlig associativ eller intuitiv form for tænkning, hvor vi kombinerer dem og springer mellem dem på en måde, der svarer til Freuds teori om primærprocestænkning.

## Immunsystemets hukommelse
I forbindelse med immunitet der er opstået efter sygdom eller vaccination kan man tale om at immunsystemet har lagret information om det sygdomsfremkaldende element.

## Eksterne links og referencer
1. ↑  Howard-Jones, Paul (2010). A multiperpektive of learning. Introducing Neuroeducational Research. Neuroscience, Education and the Brain from Context to Practice. London: Routledge (pp.79-97).
2. ↑  Ewen Callaway, "Long-term memory gets wiped", news@nature.com, 16. August 2007.
3. ↑  Yubing Lu, Yi-Sheng Lu, Yichun Shuai, Chunhua Feng, Tim Tully, Zuoping Xie, Yi Zhong og Hai-Meng Zhou, "The AKAP Yu is required for olfactory long-term memory formation in Drosophila" Arkiveret 30. september 2007 hos  Wayback Machine, PNAS, 104(34): 13792-13797, 21. august 2007.

- Sådan bliver du fantastisk god til at huske. Videnskab.dk